# Texasfieber
Texasfieber (Syn. Rinderbabesiose) ist eine durch den Einzeller Babesia bigemina hervorgerufene und (wie Theobald Smith erkannt hatte) durch Zecken übertragene Infektionskrankheit der Wiederkäuer. Sie kommt in den tropischen und subtropischen Regionen aller Kontinente vor. Betroffene Tiere zeigen Fieber, Durchfall und Blutharnen mit zum Teil tödlichem Ausgang. Zur Prophylaxe werden zeckenabtötende Mittel eingesetzt.

## Erreger und Übertragung
B. bigemina wird durch Zecken der Gattung Rhipicephalus übertragen. In Asien, Australien und Südamerika wird die Krankheit durch Rhipicephalus microplus übertragen, in Zentralamerika auch durch Rhipicephalus annulatus. Diese Zeckenart tritt auch in Südeuropa durch importierte Tiere auf. In Afrika wird die Krankheit auch durch Rhipicephalus decoloratus übertragen. Die Infektion erfolgt durch sporozoitenhaltigen Speichel von Jungzecken. Wenn es sich dabei um 6-beinige Larve handelt, haben diese noch nie zuvor Blut gesaugt und die Babesien von ihrer Mutter mitbekommen. Der Parasit schleust sich in die Erythrozyten ein (penetriert sie) und teilt sich darin. Danach zerstört er die Wirtszelle und befällt bei der Lyse neue rote Blutkörperchen.

## Verbreitung
B. bigemina ist in den tropischen und subtropischen Regionen aller Kontinente verbreitet. Auch in Mitteleuropa tritt sie besonders in den Monaten Mai, Juni und September auf. In Australien ist die Krankheit wirtschaftlich gesehen weniger bedeutungsvoll. In Südafrika hingegen ist Babesia bigemina vorherrschend, bedingt durch die weitere Verbreitung der Zecke, die Babesia bigemina überträgt.
Die Erkrankung verursachte in den USA Ende des 19. Jahrhunderts hohe wirtschaftliche Verluste. Aufgrund einer groß angelegten Ausrottung der Rhipicephalus-Zecken gilt Nordamerika (Texas) heute als frei von Rinderbabesiose.

## Symptome und Krankheitsverlauf
Die Inkubationszeit des Texasfiebers variiert zwischen 8 Tagen bei älteren Tieren und bis zu 30 Tagen bei jüngeren. Typische klinische Symptome sind hierbei eine starke Beeinträchtigung des Allgemeinbefindens, initial Kopfschmerzen, Appetitlosigkeit, Durchfall, Pulsbeschleunigung und Glieder-Rückenschmerzen. Ein spezifisches Symptom ist die rot- bis schwarz-braune Färbung des Harns infolge Hämoglobinurie.
Die Krankheit äußert sich anfangs durch andauerndes Fieber (40 bis 41,8 °C, Normaltemperatur beim Rind: 38 °C) und Magen-Darm-Störungen (Durchfall). Im späteren Verlauf der Krankheit verliert das Tier immer mehr an Kraft und fällt ins Koma. Der Tod durch Hirn- oder Nierenversagen tritt innerhalb von Stunden ein.
Adulte und ältere Rinder sind schwerer betroffen und zeigen eine höhere Mortalität als Kälber.
Für Kälber ist es wie eine Kinderkrankheit. Sie erreichen danach eine lebenslange Immunität auf der Basis einer Prämunität.

## Diagnose
Ein Blutausstrich wird mit der Giemsa-Methode eingefärbt, um die Parasiten in den Erythrozyten sehen zu können. Ein eindeutiges Ergebnis kann man nach etwa 7 bis 10 Tagen erkennen. Als weitere Hinweise auf eine mögliche Infektion dienen der Nachweis von Blut im Harn (mit Teststäbchen) und Anzeichen von Zeckenbissen. Der Nachweis tödlicher Infektionen wird durch serologische Methoden (ELISA, Indirekter Immunfluoreszenz-Antikörper-Test, Immunhistochemie) festgestellt.

## Therapie
Wirksame Präparate sind beispielsweise Berenil und Imizol.

## Prophylaxe
Zur Zeckenbekämpfung werden die Herden periodisch durch Tauchbäder mit zeckentötenden Lösungen getrieben.